# Jahrom
Jahrom este un oraș din Iran.